# Timoteij
Timoteij – szwedzki girls band założony w 2008 roku, w którego pierwotny skład wchodziły: Cecilia Kallin, Bodil Bergström, Elina Thorsell i Johanna Pettersson. W grudniu 2016 roku zespół ogłosił zakończenie działalności.

## Historia zespołu

### 2008–2010: Początki iLängtan
Zespół został założony w 2008 roku, a w jego pierwotny skład weszły cztery wokalistki urodzone w 1991 roku: Cecilia Kallin, Bodil Bergström, Elina Thorsell i Johanna Pettersson. W 2010 roku ukazał się ich debiutancki singiel „Kom”, z którym startowały w szwedzkich eliminacjach eurowizyjnych Melodifestivalen 2010. 20 lutego wystąpiły w trzecim półfinale selekcji i awansowały do finału. W koncercie finałowym organizowanym 13 marca zajęły piąte miejsce po zdobyciu 95 punktów w głosowaniu jurorów i telewidzów.

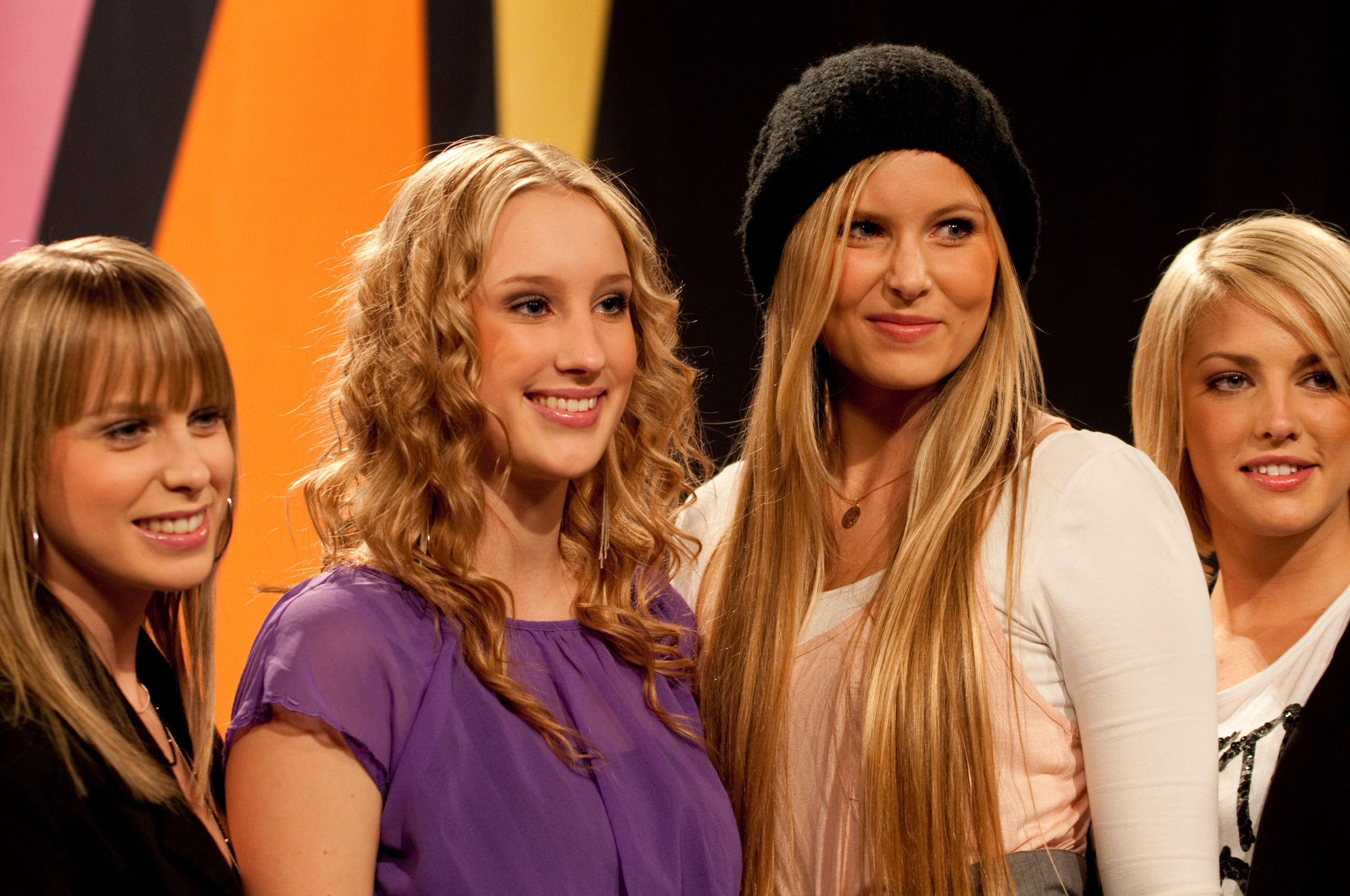
Timoteij, 2009

Singiel „Kom” zadebiutował na drugim miejscu krajowej listy przebojów. Utwór promował debiutancką płytę studyjną girls bandu zatytułowaną Längtan, która ukazała się 28 kwietnia 2010 roku. Album zadebiutował na pierwszym miejscu listy najczęściej kupowanych płyt w kraju. Drugim singlem z płyty została piosenka „Högt över ängarna”, która dotarła do trzeciego miejsca krajowej listy przebojów. W tym samym roku nagrały utwór „Vända med vinden”, w którym gościnnie pojawił się Alexander Rybak.

### 2011–2012:Tabu

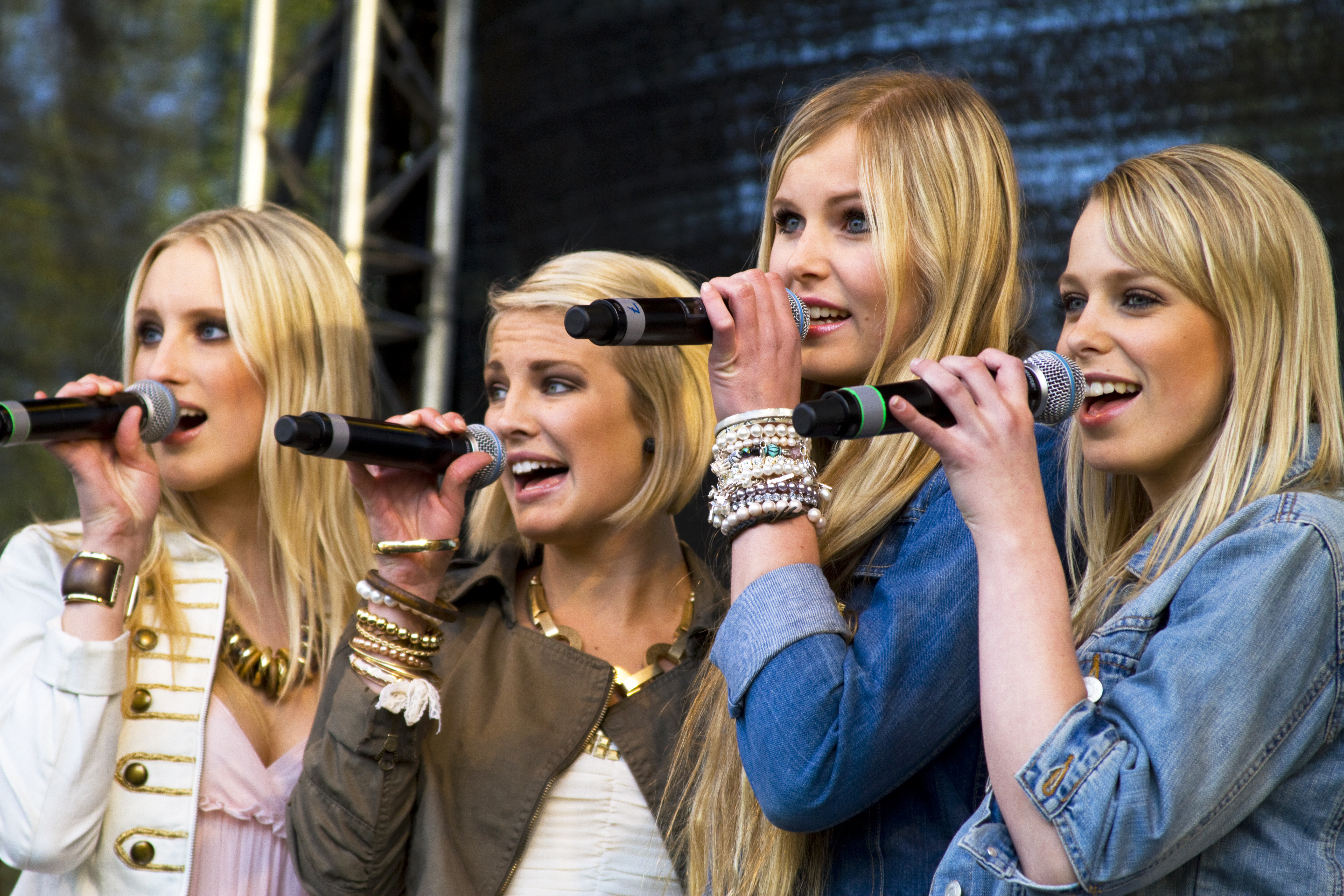
Timoteij podczas koncertu, maj 2010

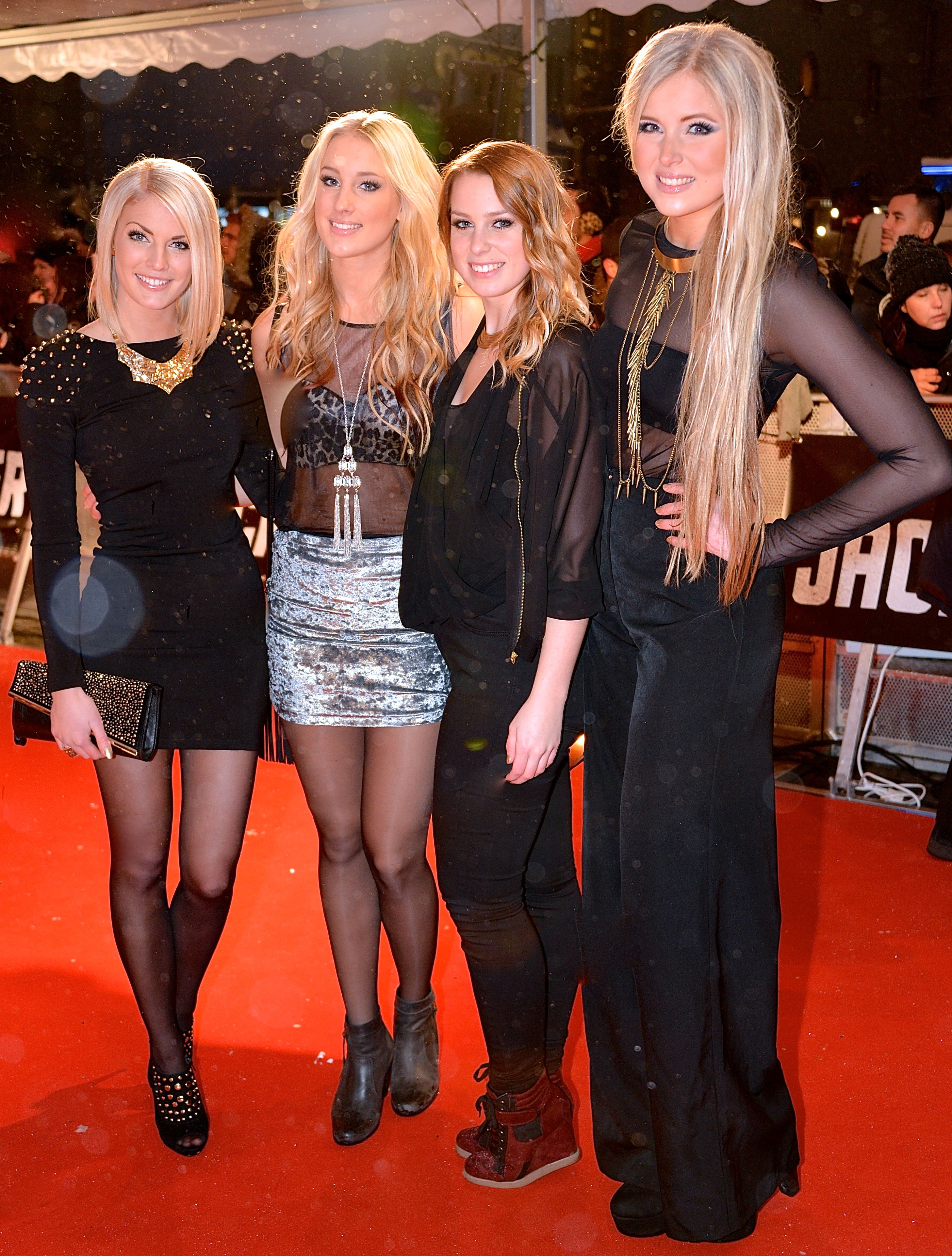
Timoteij w 2012 roku

W 2011 roku girls band wydał utwór „Het”, który był pierwszym singlem zapowiadającym ich drugą płytę studyjną. Wiosną 2012 roku wokalistki brały udział w krajowych eliminacjach eurowizyjnych Melodifestivalen 2012, do których zgłosiły się z utworem „Stormande hav”. 11 lutego zaśpiewały go drugim półfinale selekcji i zakwalifikowały się do rundy tzw. „drugiej szansy”, jednak nie przeszły do finału. Utwór dotarł do 34. miejsca krajowej listy przebojów. 16 maja ukazała się druga płyta studyjna Timoteij zatytułowana Tabu, która dotarła do drugiego miejsca najczęściej kupowanych albumów w kraju. Pozostały singlami promującymi płytę zostały utwory: „Tabu”, „Ta mig till sommaren” i „Faller”. Pod koniec roku girls band wydał świąteczny utwór „Jag kommer hem till Jul”.

### 2014–2016:Under Our Skini koniec działalności
Wiosną 2014 roku z zespołu odeszła Johanna Pettersson, która zdecydowała się na rozwijanie kariery tanecznej. W 2015 roku Kallin, Bergström i Thorsell oraz Charles Kallin (brat Cecilii) wystąpili jako wokal wspierający dla piosenkarki Eriki Selin podczas irlandzkich eliminacji eurowizynych Eurosong. W tym samym roku girls band wydał dwa single: „Wildfire” i „Milky Way”. Oba znalazły się na pierwszym minialbumie Timoteij zatytułowanym Under Our Skin, który miał swoją premierę w marcu 2016 roku. Trzecim singlem z EP-ki został utwór „Never Gonna Be the Same Without You”. W grudniu wokalistki ogłosiły zakończenie współpracy, tłumacząc swoją decyzję chęcią rozwijania karier solowych.

## Skład

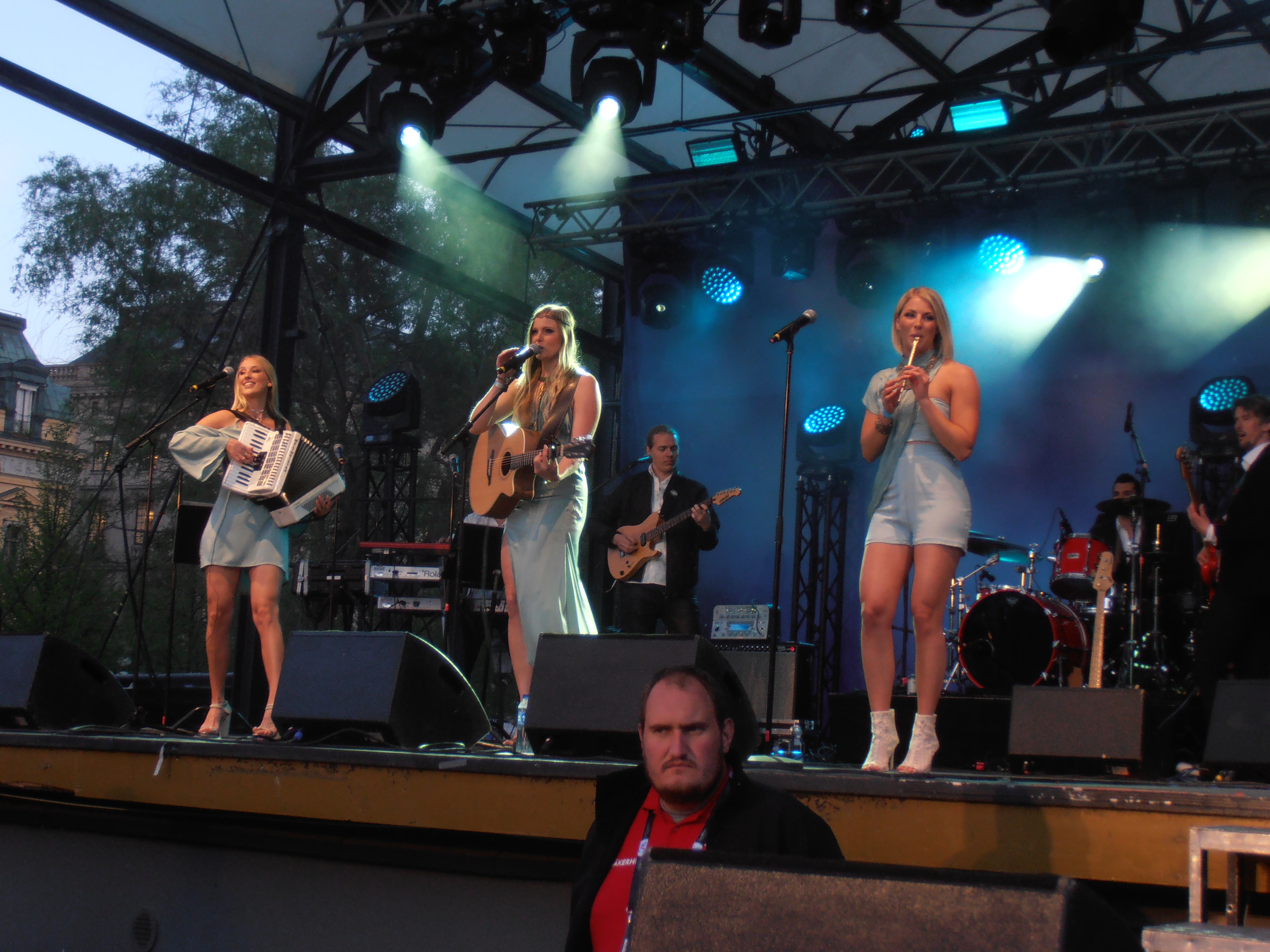
Timoteij podczas koncertu w tzw. „Wiosce eurowizyjnej” podczas 61. Konkursu Piosenki Eurowizji organizowanego w Sztokholmie, maj 2016

### Ostatnie członkinie
- Bodil Bergström (ur. 20 czerwca 1991 w Skarze) – akordeon, śpiew
- Cecilia Kallin (ur. 4 grudnia 1991 w Falköping) – gitara, śpiew
- Elina Thorsell (ur. 27 kwietnia 1991 w Skövde) – flet, śpiew

### Byłe członkinie
- Johanna Pettersson (ur. 31 maja 1991 w Tibro) – skrzypce, śpiew

## Dyskografia

### Albumy studyjne
- Längtan (2010)
- Tabu (2012)

### Minialbumy (EP)
- Under Our Skin (2016)